# سعد سرور
سعد سرور (مواليد 19 يوليو 1990، لاعب كرة قدم إماراتي يجيد اللعب في الدفاع.
لعب سابقاً مع أندية الأهلي والجزيرة و بني ياس والوصل و الإمارات و عجمان.

## روابط خارجية
- سعد سرور على موقع الاتحاد الدولي (مؤرشف)  (الإنجليزية)
- سعد سرور على موقع Soccerway.com (الإنجليزية)
- سعد سرور على موقع أوليمبيديا (الإنجليزية)